# Cantonul Luçon
Cantonul Luçon este un canton din arondismentul Fontenay-le-Comte, departamentul Vendée, regiunea Pays de la Loire, Franța.

## Comune
- L'Aiguillon-sur-Mer
- Chasnais
- Grues
- Lairoux
- Luçon (reședință)
- Les Magnils-Reigniers
- Saint-Denis-du-Payré
- Sainte-Gemme-la-Plaine
- Saint-Michel-en-l'Herm
- Triaize